# أليكس دا سيلفا
أليكس دا سيلفا هو راقص برازيلي، ولد في 27 مارس 1968 في ريو دي جانيرو في البرازيل.